# Ugo Locatelli
Ugo Locatelli (Toscolano-Maderno, 1916. február 5. – Torino, 1993. május 28.) olimpiai és világbajnok olasz labdarúgó, csatár, fedezet, edző.

## Pályafutása

### Klubcsapatban
1932 és 1936 között a Brescia labdarúgója volt. Közben az 1934–35-ös idényben az Atalanta csapatában szerepelt kölcsönben. 1936 és 1941 között az Ambrosiana játékosa volt és két bajnoki címet (1937–38, 1939–40) és egy olasz kupa-győzelmet (1939) ért el a csapattal. 1941 és 1943 a Juventus csapatában szerepelt. Tagja volt az 1942-es olasz kupa-győztes együttesnek. 1943–44-ben ismét a Brescia, majd 1944 és 1949 között újra a Juventus labdarúgója volt. Az aktív labdarúgást 1949-ben fejezte be.

### A válogatottban
1936 és 1940 között 22 alkalommal szerepelt az olasz labdarúgó-válogatottban. Tagja volt az 1936-os berlini olimpián és az 1938-as világbajnokságon aranyérmet nyert csapatnak.

## Sikerei, díjai
Olaszország
- Olimpiai játékok
  - aranyérmes: 1936, Berlin
- Világbajnokság
  - aranyérmes: 1938, Franciaország

 Ambrosiana
- Olasz bajnokság (Serie A)
  - bajnok: 1937–38, 1939–40
- Olasz kupa (Coppa Italia)
  - győztes: 1939

 Juventus
- Olasz kupa (Coppa Italia)
  - győztes: 1942